# Błonka nalistna

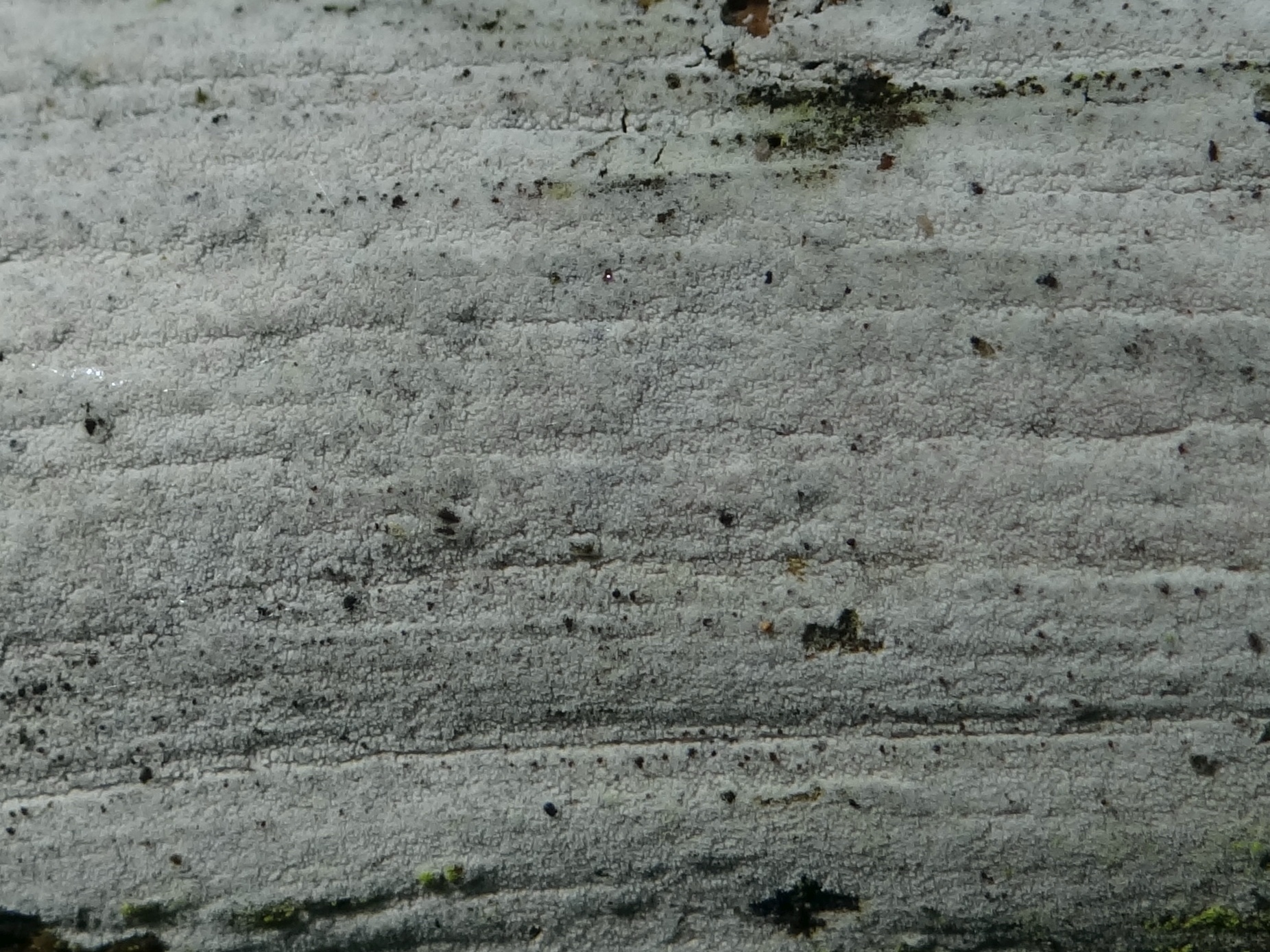

Błonka nalistna (Athelia epiphylla Pers.) – gatunek grzybów z rodziny błonkowatych (Atheliaceae).

## Systematyka i nazewnictwo
Pozycja w klasyfikacji według Index Fungorum: Athelia, Atheliaceae, Atheliales, Agaricomycetidae, Agaricomycetes, Agaricomycotina, Basidiomycota, Fungi.
Takson ten w 1818 roku opisał Christiaan Hendrik Persoon. Ma 12 synonimów. Niektóre z nich:
- Asterostromella epiphylla (Pers.) Höhn. & Litsch. 1907
- Fibularhizoctonia centrifuga (Lév.) G.C. Adams & Kropp 1996[2].

Nazwę polską zaproponował Władysław Wojewoda w 2003 r.

## Morfologia
Na podłożu tworzy cienką i kruchą błonkę o barwie białej, białawo-jasnoszarej, jasnokremowej, łatwo dającą się oddzielić od podłoża. Subikulum słabo rozwinięte, bardzo cienkie i niewyraźnie odgraniczone. Brzegi postrzępione.
Strzępki przeważnie cienkościenne o średnicy (4) 5–7 (8) µm. Ścianki poprzeczne często wyraźnie widoczne, strzępki rozgałęziające się zwykle pod kątem prostym, anastomozy między strzępkami rzadkie, brak ryzomorfów. Duże sprzążki, rzadziej lub częściej występują na strzępkach podstawek, w pozostałych częściach owocnika przeważnie ich brak, nigdy nie występują w hymenium. Podstawki szeroko maczugowate, zawsze bez sprzążek w podstawie, 13–18 × 5–8 µm. Sterygmy zwykle cztery, rzadko dwie, około 4–5 × 1 µm. Zarodniki szkliste, cienkościenne, ze stosunkowo małym wierzchołkiem, nieamyloidalne, cylindryczne, czasami nieco elipsoidalne, 5,5–8 × 2,8-3,2 µm.
Widoczność jąder wybarwionych acetokarminem jest różna, ale zwykle nie są one tak łatwo widoczne jak u błonki spiczastozarodnikowej A. acrospora, błonki dwuzarodnikowej A. binucleospora czy błonki zwodniczej A. decipiens. We wszystkich badanych przypadkach strzępki i bazydiole są dikariotyczne. W podstawkach czterozarodnikowych zarodniki są jednojądrowe, podczas gdy podstawki dwuzarodnikowe są zwykle dikariotyczne.

## Występowanie i siedlisko
Znane jest występowanie błonki nalistnej w Ameryce Północnej, Europie, Azji, Australii i na Nowej Zelandii. W Polsce W. Wojewoda w 2003 r. przytacza liczne jej stanowiska z uwagą, że rozprzestrzenienie tego gatunku i stopień jego zagrożenia nie są znane. Bardziej aktualne stanowiska podaje internetowy atlas grzybów. Zaliczona w nim jest do gatunków zagrożonych i wartych objęcia ochroną.
Nadrzewny grzyb saprotroficzny. Występuje przez cały rok na martwym drewnie drzew liściastych, zwłaszcza brzozy, buka, topoli, a także na opadłych liściach, porostach, owocnikach grzybów.

## Gatunki podobne
Istnieje wiele podobnych gatunków, które niektórzy mykolodzy zaliczają do kompleksu Athelia epiphylla:
- Athelia alnicola (Bourd. & Galz.) Jülich. Ma szersze i nieco większe zarodniki,
- Athelia teutoburgensis (Brinkmann) Jülich. Zarodniki elipsoidalne lub wąsko elipsoidalne, 9-13,5 × 5-6,5 µm, większe niż u innych taksonów kompleksu,
- Athelia nivea Julich. Pod względem kształtu i wielkości zarodników jest bardzo zbliżony do A. alnicola, ale ma węższe strzępki,
- Athelia salicum Pers. ma elipsoidalne zarodniki podobnie jak A. alnicola i A. nivea, ale mniejsze,
- Athelia tenuispora Jülich. Ma dłuższe i stosunkowo węższe zarodniki[4].

W Polsce gatunki te przez W. Wojewodę były traktowane jako synonimy Athelia epiphylla, według Index Fungorum są to jednak odrębne gatunki. W obrębie kompleksu A. epiphylla występuje znaczna zmienność, która może skutkować podziałem na kilka gatunków. Wciąż jednak bardzo trudno jest znaleźć dobre cechy je różniące. Rozmiar zarodników może się znacznie różnić w obrębie tego samego owocnika i różne zarodniki z takich owocników mogą być odnoszone do różnych taksonów. Istnieją też różnice geograficzne. Np. na Półwyspie Skandynawskim formy o dużych zarodnikach są bardziej dominujące na południu niż na północy. Istnieją też ekologiczne różnice między formami występującymi a lasach liściastych i iglastych. Wydaje się, że w tych ostatnich dominują formy o małych zarodnikach. Wskazane jest przeprowadzenie bardziej szczegółowych badań terenowych tej grupy gatunków.